# آنتونین ادراک
آنتونین ادراک (انگلیسی: Antonin Idrac; ۱۴ آوریل ۱۸۴۹ – ۲۸ دسامبر ۱۸۸۴) مجسمه‌ساز اهل فرانسه بود.

## افتخارات
وی همچنین برندهٔ جوایزی همچون لژیون دونور (شوالیه) و جایزه بزرگ رم شده‌است.